# Nils Bertelsen
Nils Bertelsen o Berthelsen (Tromøy, Arendal, Aust-Agder, 29 de setembre de 1879 - Vang, Hamar, Hedmark, 5 d'octubre de 1958) va ser un regatista noruec que va competir a començaments del segle xx.
El 1912 va prendre part en els Jocs Olímpics d'Estocolm, on va guanyar la medalla d'or en la categoria de 12 metres del programa de vela, a bord del Magda IX.